# Boulogne – Pont de Saint-Cloud metróállomás
A Boulogne – Pont de Saint-Cloud egy föld alatti metróállomás Franciaországban, Párizsban a párizsi metró 10-es vonalán a Szajna és a Pont de Saint-Cloud közelében. Tulajdonosa és üzemeltetője a RATP.

## Nevezetességek a közelben
- Pont de Saint-Cloud - Szajna-híd

## Metróvonalak
Az állomást az alábbi metróvonalak érintik:
- 10-es metróvonal

## Kapcsolódó állomások
A metróállomáshoz az alábbi állomások vannak a legközelebb:
- Boulogne – Jean Jaurès (Gare d’Austerlitz, 10-es metróvonal)